# Erica eriocodon
Erica eriocodon är en ljungväxtart som beskrevs av Harry Bolus. Erica eriocodon ingår i släktet klockljungssläktet, och familjen ljungväxter. Inga underarter finns listade i Catalogue of Life.